# Micrathyria tibialis
Micrathyria tibialis – gatunek ważki z rodziny ważkowatych (Libellulidae). Występuje na terenie Ameryki Południowej.